# Dani López Pinedo
Daniel López Pinedo (Barcelona, 16 de julio de 1980), conocido como Dani López Pinedo, es un jugador español de waterpolo.

## Palmarés

### Como jugador de club
- 8 Copa del Rey de waterpolo masculino (2009, 2010, 2011, 2013, 2014, 2015, 2016, 2017)
- 3 Liga española de waterpolo masculino (2009, 2010 y 2011)
- 1 Supercopa de España de waterpolo masculino (2009)

### Como jugador de la selección española
- Plata en el Campeonato de Europa de Barcelona de 2018
- Plata en el Campeonato del Mundo de Roma de 2009
- Plata en los juegos del Mediterráneo Pescara 2009
- 7º en el campeonato de Europa Málaga 2008